# Eleusine indica
A Eleusine indica, conhecida pelo nome comum de ¨capim-pé-de-galinha¨, apresenta 2-12 ramos espiciformes longos e estreitos. Espécie anual, originária do Velho Mundo, naturalizado no Rio Grande do Sul. Ruderal, ocorre próximo a habitações, em beira de estrada, jardins, gramados e pomares.

## Descrição e habitat
O capim-pé-de-galinha é uma planta cespitosa de ciclo anual, ereta ou semi prostrada, com 30 a 50 cm de altura. Uma característica inconfundível da espécie é o colmo achatado, especialmente na parte inferior da planta. Normalmente, ocorrem ramificações na parte basal. Os colmos  são glabros, com raros pelos longos. As folhas possuem bainhas reduzidas nas folhas basais e com até 10 cm de comprimento nos colmos. São achatadas, lisas e glabras, exceto por alguns pelos na região do colar. É encontrada em todas as regiões do Brasil, sendo uma das espécies mais conhecidas no mundo. 

## Usos e Peculiaridades
.O capim-pé-de-galinha pode ser usado de maneira medicinal, sendo consumido na forma de chás. Os chás de capim-pé-de-galinha são indicados para combater pedras nos rins, infecção do trato urinário, doenças do fígado, aparelho geniturinário (cistite), hipertensão arterial, edema, excesso de peso acompanhado por retenções de líquido. É considerado importante também para controlar a erosão de solos não cultivados, sendo também considerada uma planta invasora em solos cultivados. 

A espécie tem grande plasticidade, suas sementes germinam em qualquer época do ano, porém, no inverno seu crescimento é mais lento, embora a produção de sementes seja igualmente elevada. A duração do seu ciclo depende das condições ambientais, e varia de 120 a 180 dias. Estudos indicam uma produção de 40 mil sementes por planta, que são disseminadas pelo vento. 